# VOYZ BOY
VOYZ BOY（ボイズボーイ）は、2018年にデビューした日本の男性アイドルグループ。株式会社イグニス子会社のVOYZ ENTERTAINMENT所属。

## 概要
男性24名の次世代ダンス&ボーカルグループ。2020年4月29日にプライベートレーベルVOYZ ENTERTAINMENTからCDデビューした。
デビューアルバムである「ARRIVAL OF VOYZ BOY」はオリコンランキング デイリー3位、ウィークリー5位を獲得。グループの目標は東京ドーム公演である。ファン獲得のためにデビュー当初から東京近郊でチラシを配した。
2020年3月に公開された「僕等の世界」のMVの振り付けをTAKAHIROが担当した。
2022年6月に公開された「H2O」は歌詞を水曜日のカンパネラのケンモチヒデフミが書き下ろし、サビの振り付けを人気TikTokerのローカルカンピオーネが担当した。
元メンバーの村田琳は蓮舫の長男。

## 略歴
2018年
- 9月9日 - Boiz entertainment結成。
- 10月10日 - 新宿アルタで1回目の公演を行う。[4]

2019年
- 1月19日 - Boiz entertainment 渋谷公演 in シダックスカルチャーホール Vol.1を開催[5]。
- 3月26日 - Boiz entertainment THE LIVE in 渋谷WWW Xを開催[6]。
- 4月12日 - 池袋サンシャインシティ噴水広場で初めてフリーライブを開催[7]。
- 5月15日 - 渋谷ヒカリエで無料イベント「僕たちの祭」を開催[8]し、結成250日でBoiz entertainmentを解体して新たにVOYZ BOYとして再始動。
- 5月30日 - マウントレーニアホールで公演を行う。[9]
- 6月16日 - ヒカリエホールで公演[10]
- 6月30日 - 原宿クエストホールで公演[11]
- 7月6日 - 株式会社イグニスで「VOYZ BOYファンミーティング」[12]
- 8月9日 - マイナビBLITZ赤坂で公演「We are the VOYZ BOY」開催。[13]
- 10月18日 - Zepp DiverCity tokyoで1周年公演「VOYZ BOY 1st Anniversary Live in Zepp DiverCity」[14]。
- 12月20日 - 舞浜アンフィシアターで「VOYZ Winter Party！」開催[15]。

2020年
- 1月31日 - 品川インターシティーホールで公演[16]
- 2月15日 - ヒューリックホール東京で公演を行う。[17]
- 4月29日 - CDアルバム「ARRIVAL OF VOYZ BOY」を発売。
- 8月23日 - LINE CUBE SHIBUYA（渋谷公会堂）でVOYZ BOY LIVE 2020 revenge「ARRIVAL OF VOYZ BOY」を無観客開催、配信。
- 10月10日-TOKYO MXで初の地上波レギュラー番組「土曜動画王～金の盾を手にする方法～」（毎週土曜19:30 - 20:00）が放送開始[18]。番組MCは狩野英孝。
- 12月27日-品川ステラボールでVOYZ BOY LIVE 2020『RE-WRITE』を開催、生配信。このLIVEで新メンバー4人の加入を発表。完全受注生産でBlu-ray化されている。

2021年
- 3月3日 -1st Single「GALAXY/Re-write」を発売。リリースを記念して特典会が実施された。
- 9月20日-舞浜アンフィシアターで「VOYZ BOY LIVE 2021-Spark-」を開催、ニコ生での配信。完全受注生産でBlu-ray化されている。
- 10月17日 - ベルサール飯田橋駅前で特典会を開催。[19]
- 11月20日 - ベルサール飯田橋ファーストで特典会を実施。[20]
- 2nd Single「Spark」リリースイベントを実施。（11月21日-11月28日）[21]
- 11月27日 - すでに卒業を発表した14名と石橋弘毅、鈴木拓磨の合計16名で特典会を実施[22]
- 12月1日 - 15名が卒業して25名で始動。[23] [24]
- 恵比寿ビジネスタワー17階でVOYZ BOYファンミーティング2021を実施した。（12月4日−12月19日）[25]
- 12月11日-YouTubeFanFestJapan 2021に「Adoの『踊』を歌って踊ってみた」で出演。
- 12月27日-サンシャインシティ噴水広場で「VOYZ BOY 2ndシングル『Spark』リリースイベント」を開催。[26]
- 12月28日-クラブチッタ川崎で「VOYZ BOY 年末フリーライブ」を開催。[27] LIVE冒頭で今後は「THE PINK by VOYZ BOY」と「THE YELLOW by VOYZ BOY」の2チームで活動することを発表し、育成中の新メンバー5名を披露。

2022年
- 神田明神ホールで「VOYZ BOY新年大カラオケ大会」を開催。新体制の詳細発表後初のイベントとなる。（1月14日 - 1月21日）[28]
- 2月1日 - YouTube LIVEでTHE PIN K by VOYZ BOYに年末フリーライブで披露した5名以外の新メンバーが加入することを発表。
- 2月20日-Zepp HANEDAで「VOYZ BOY LIVE 2022 『stories』」を開催、ニコ生で配信。[29]
- 大阪、名古屋でファンミーティングを開催。（3月26日-4月14日）[30]
- 大阪、名古屋、東京で「VOYZ BOY colorful tour」を開催。VOYZ BOY初の地方LIVE、ツアーLIVEとなる。東京では追加公演も行った。（4月3日-6月3日）[31]
- 5月17日-新メンバーの若井青空が練習生になることを発表。[32]
- 6月21日-THE PINK by VOYZ BOYの新曲「H2O」のミュージックビデオがYouTubeで公開。[33]
- 6月28日-THE YELLOW by VOYZ BOYの新曲「Drivin'」のミュージックビデオがYouTubeで公開。[34]
- 7月10日-立川ステージガーデンで「VOYZ BOY 2022 -colorful-」を開催､ニコ生での配信。このライブで関西コレクション出演がサプライズで発表された。[35]
- 7月11日-ロゴをリューアル。[36]
- 9都市でVOYZ BOY 「H2O」「Drivin'」発売記念プロモーションツアーを開催。（7月24日〜9月25日）[37]
- 「川島・山内のマンガ沼」の8月・9月エンディングテーマが「H2O」に決定。[38]
- 8月4日-関西コレクションのメインステージでアーティスト出演。[39]
- SHIBUYA PLEASURE PLEASUREで約2年半ぶりのVOYZ BOY定期公演を開催（8月16日まで）[40][41][42]。
- 8月31日-「Drivin‘」「H2O」をCDリリース。
- 「真夜中のイイね♡」の9月オープニングテーマが「H2O」に決定[43]。
- 9月24日-「FASHION READERS 2022」に出演。赤名竜之輔、伊月大和の2人がランウェイを歩いた[44]。
- カワスイ（川崎水族館）公式アンバサダー就任。就任を記念して、10月2日にVOYZ BOYカワスイ公式アンバサダー就任イベント「VOYZ BOY カワスイ公式アンバサダー就任式」を開催（10月2日 - 12月4日）[45][46]。
- 「VOYZ BOY AWARD 2022」ライブツアーを開催。東京公演では豊洲PITでの開催（12月18日 - 12月28日）[47]。

2023年
- 1月15日 - 9名が卒業、1名が練習生として活動することを発表。2グループ制の廃止と、福井巴也をリーダーに活動することをインスタライブで公表した。
- 1月24日 - 新体制準備のため、当初予定していた定期公演の中止を発表。
- 2月3日-「VOYZ BOY LIVE 2023 in SHINAGAWA vol.0」を開催。卒業メンバーの卒業ライブとなった。
- 3月9日 - 3月31日に解散すると発表。[48]。
- 3月18日 - 神奈川県民ホールで新体制13名で「VOYZ BOY LIVE 2023」を開催して解散ライブとなった。
- 3月31日- 浅草橋ヒューリックホールで最後の特典会を実施。

## メンバー
| 名前 （ふりがな）                 | 生年月日               | 出身地   | 身長  | 備考                                                |
| --------------------------------- | ---------------------- | -------- | ----- | --------------------------------------------------- |
| 赤名竜之輔（あかな りゅうのすけ） | 2000年8月3日（24歳）   | 大阪府   | 178cm | - 元ジャニーズJr. - 演劇『ハイキュー!!』影山飛雄 役 |
| 雨宮大晟（あまみや たいせい）     | 2000年5月11日（25歳）  | 東京都   | 170cm |                                                     |
| 新井宝（あらい たから）           | 2001年1月19日（24歳）  | 東京都   | 172cm |                                                     |
| 石沢瑠架（いしざわ るか）         | 1998年9月22日（26歳）  | 滋賀県   | 172cm |                                                     |
| 石橋弘毅（いしばし ひろき）       | 1999年9月16日（25歳）  | 埼玉県   | 173cm | - ミュージカル『刀剣乱舞』日向正宗 役               |
| 一ノ瀬茉騎（いちのせ まき）       | 1998年8月21日（26歳）  | 神奈川県 | 173cm |                                                     |
| 伊月大和（いつき やまと）         | 1999年12月17日（25歳） | 神奈川県 | 170cm |                                                     |
| 富園力也（とみぞの りきや）       | 1998年9月16日（26歳）  | 兵庫県   | 174cm |                                                     |
| 中川将平（なかがわ しょうへい）   | 1999年5月4日（26歳）   | 茨城県   | 172cm |                                                     |
| 新美直己（にいみ なおき）         | 1997年9月23日（27歳）  | 東京都   | 179cm |                                                     |
| 福井巴也（ふくい ともや）         | 1998年1月23日（27歳）  | 京都府   | 180cm | - リーダー - ミュージカル『刀剣乱舞』桑名江 役      |
| 最上暘大（もがみ ようだい）       | 2000年5月16日（25歳）  | 静岡県   | 172cm |                                                     |
| 渡邉嘉寿人（わたなべ かずと）     | 1997年12月1日（27歳）  | 福島県   | 173cm | - ミュージカル『忍たま乱太郎』綾部喜八郎 役         |

### 練習生
| 名前                        | 備考                                                                                    |
| --------------------------- | --------------------------------------------------------------------------------------- |
| 木村大河（きむら たいが）   | 2023年2月から個人タレントとして活動                                                     |
| 若井青空（わかい あおぞら） | 2022年2月1日、THE PINK by VOYZ BOYに加入し、同年5月17日にチームから離れ練習生として活動 |

### 元メンバー
- 秋山大地
- 蒼井優樹
- 新多俊佑
- 五十嵐礼旺
- 秋嶋隆斗
- 秋山恵
- 伊吹和真
- 池田大和
- 飯田凌
- 稲葉匠
- 井上明空音
- 大山航聖
- 小田桐咲也
- 小野寺優樹
- 鏑木祐輔
- 上木俊輝
- 神谷周
- 鴻池泰至
- 小松ゆう
- 今野龍世
- 桜井一
- 柴崎翔
- 白石大輔
- 杉原咲音
- 杉本陣
- 鈴木拓磨
- 須田賢章
- 諏訪大翔
- 世戸海斗
- 高橋奎仁
- 高良涼
- 瀧ヶ平恒輝
- 立澤鎮也
- 田淵累生
- 橋本将生
- 英芳樹
- 早川維織
- 原田健伍
- 広瀬トラン
- 広原司
- 藤村柊友
- 堀口薫
- 松本龍二
- 村田琳
- 山木純
- 結城辰之新
- 吉野凌太
- 田中智大